# Uttenweiler
Uttenweiler és un municipi situat en el districte de Biberach, a l'estat federat de Baden-Wurtemberg (Alemanya), amb una població a la fi de 2016 d'uns 3.516 habitants .
El municipi està situat a l'est de l'estat, a la regió de Tubinga. Està situat sobre la serra Jura de Suabia, al sud del riu Danubi i a l'oest del riu Iller —un afluent de l'anterior—, que de frontera amb l'estat de Baviera.